# Liste der Monuments historiques in Mutzig
Die Liste der Monument historique in Mutzig verzeichnet alle klassifizierten und eingetragenen Monuments historiques in der elsässischen Gemeinde Mutzig.

## Liste der Bauwerke
| Bezeichnung                              | Beschreibung | Standort                    | Kennzeichnung | Schutzstatus | Datum | Bild           |
| ---------------------------------------- | --- | --------------------------- | ------------- | ------------ | ----- | -------------- |
| Straßburger Tor                          | Um 1274 ordnete Rudolf von Habsburg nach der Gründung der Stadt den Bau einer Stadtbefestigung an. In Richtung der östlich gelegenen Nachbarstadt Molsheim wurde zu Beginn des 14. Jahrhunderts ein Stadttor errichtet. Zwei Spitzbögen markieren den Durchgang. Der Blendbogen des Fallgitters zeigt ein figuratives Fresko des hl. Mauritius aus dem Jahr 1895 mit dem Stadtwappen. Nach 1550 wurde der Turm aufgestockt und mit zwei Kanonen bewaffnet. In der Mitte des 17. Jahrhunderts bekam das oberste Geschoss zwei kleine Erker und ein Walmdach mit Dachreiter. | Rue du Maréchal Foch (Lage) | PA00084816    | Classé       | 1923  | weitere Bilder |
| Synagoge                                 | Die Synagoge wurde 1787 errichtet und gehört zu den wenigen erhaltenen jüdischen Sakralbauten des 18. Jahrhunderts in der Region. Der Baukörper des lang gestreckten zweigeschossigen Gebäudes wird von einem mächtigen Kranzgesims abgeschlossen und die Ecken durch Lisenen in Sandstein betont. Die Front wird im Obergeschoss durch fünf Fensterachsen durchbrochen. Im Erdgeschoss öffnet sich ein Portikus mit fünf Rundbögen. Die beiden äußeren sind beute als Blendbögen geschlossen, die Inneren als Durchgang erhalten. Rundsäulen tragen die Rundbögen auf schmalen Kapitellen. Die Parochet wird heute im elsässischen Museum in Straßburg ausgestellt. | Rue Haute (Lage)            | PA00084817    | Inscrit      | 1984  | weitere Bilder |
| Jakobskapelle (Chapelle St-Jacques)      | Die kleine Kapelle außerhalb des Ortes wurde vermutlich im Auftrag von Amélie Zand von Merl errichtet, der zweiten Ehefrau von Jakob von Landsberg. Sie ist einziges Überbleibsel des Örtchens Wege, das 1444 von den Armagnaken zerstört wurde. Das Gebäude besitzt ein Satteldach mit zentralem Dachreiter. Über dem Eingangsportal sitzt ein Relief mit dem hl. Jakob als Pilger und den Wappen von Landsberg, Zand de Merl, Landeck und Bechel von Sürsberg. Im Osten sitzt eine dreiseitige Apsis. Auf der Nordseite führt eine steile Außentreppe in das Obergeschoss. | Weykirchel (Lage)           | PA00084812    | Inscrit      | 1931  | weitere Bilder |
| Wendalinuskapelle (Chapelle St-Wendelin) | Die Adelsfamilien der Landsbergs und der Landsecks errichteten die Kapelle 1566 als Marienkapelle. Seit dem 19. Jahrhundert ist die Kapelle dem hl. Wendalinus geweiht. Der eingezogene Chor ist mit Strebepfeilern versehen. Die Sakristei stammt aus dem 18. oder frühen 19. Jahrhundert. Am westlichen Ende des Gebäudes befand sich im Obergeschoss bis 1870 das Zimmer eines Einsiedlers, der die Kapelle betreute. Das Kirchenschiff besitzt eine westliche Empore, die über eine Treppe zur ehemaligen Einsiedlerwohnung führt. Die Fensteröffnungen stammen aus verschiedenen Zeiten (16. bis 19. Jahrhundert). Die Tür im Westen (1566) mit Fischgrätenleisten ist mit dem Landsberg-Wappen geschmückt. Innen an den Chorwänden und im Kirchenschiff lassen sich Reste von Wandgemälden finden. | Boulevard Clemenceau (Lage) | PA00084813    | Inscrit      | 1977  | weitere Bilder |
| Rathaus                                  | Der dreigeschossige Putzbau wurde 1746 errichtet und 1851 erneuert. Im Zentrum des Satteldachs sitzt ein mächtiger Dachreiter mit Zwiebelhaube als Glockenturm. Die Schauseite ist im Renaissancestil ausgeführt, die Geschosse durch Gesimse getrennt. Die mittlere Fensterachse ist als Risalit ausgeführt, besitzt einen großen Blendbogen und einen kleinen Balkon im ersten Obergeschoss. Breite Lisenen begrenzen den Risaliten. | 4 rue de l’Église (Lage)    | PA00084815    | Inscrit      | 1934  | weitere Bilder |
| Schloss Rohan (Château des Rohan)        | An gleicher Stelle existierte wohl schon im 12. Jahrhundert ein Wasserschloss. Das Schloss wurde im 17. Jahrhundert von der Familie von Landsberg errichtet. Im 18. Jahrhundert erwarben die Bischöfe von Straßburg das Schloss und bauten im Südosten eine Kapelle an. Die dreiflüglige Anlage umgrenzt einen Innenhof, dessen Eingang von zwei Ecktürmen mit geschweiften Hauben flankiert wird. | Rue de Château (Lage)       | PA00084814    | Inscrit      | 1976  | weitere Bilder |
| Brauerei Mutzig                          | Die 1810 gegründete Brauerei Wagner bestand bis 1969 als Familienunternehmen und wurde 1990 geschlossen. Der bestehende Gebäudekomplex wurde 1895 im neumittelalterlichen Stil aus gelben Backsteinen errichtet und mit roten Backsteinen verziert. Lisenen und Gesimse sind farblich abgesetzt. Auffällig sind die Zinnen des Attika. | Boulevard Clemenceau (Lage) | PA67000042    | Inscrit      | 2001  | weitere Bilder |
| Archäologischer Fundort                  | ergrabener Rastplatz des Mittelpaläolithikums | Rain (Lage)                 | PA00132834    | Inscrit      | 1994  |                |

## Liste der Objekte
| Bezeichnung          | Beschreibung | Standort                                                       | Kennzeichnung | Schutzstatus | Datum | Bild           |
| -------------------- | --- | -------------------------------------------------------------- | ------------- | ------------ | ----- | -------------- |
| Pietà                | Holz, farbig gefasst und vergoldet, vermutlich aus der ersten Hälfte des 19. Jahrhunderts | im Heilig-Hiesel (Kapelle Notre-Dame-des-Sept-Douleurs) (Lage) | PM67000186    | Classé       | 1979  |                |
| Fahrpanzer           | mobiles Artilleriegeschütz vom Typ Fahrpanzer, 1890 im Grusonwerk gebaut | in der Feste Kaiser Wilhelm II. (Lage)                         | PM67001563    | Inscrit      | 2001  |                |
| Zwei Laternen        | Blech, 18. Jahrhundert | in der Synagoge (Lage)                                         | PM67000185    | Classé       | 1985  |                |
| Kirchenausstattung   | Ensemble aus fünf Altären, drei Beichtstühlen, Kanzel, Chorbänken und Wandverkleidung; Holz, bemalt, farbig gefasst und vergoldet, zwischen 1884 und 1897 in der Werkstatt von Théophile Klem hergestellt | in der Kirche St-Maurice (Lage)                                | PM67000628    | Classé       | 1982  | weitere Bilder |
| Neun Bleiglasfenster | 1895 in der Werkstatt von Louis-Charles-Marie Champigneulle angefertigt | in der Kirche St-Maurice (Lage)                                | PM67000629    | Classé       | 1982  | weitere Bilder |
| Kruzifix             | Bronze, 11. oder 12. Jahrhundert | im katholischen Pfarrhaus (Lage)                               | PM67000184    | Classé       | 1978  |                |